# Mesagne
Mesagne (Misciàgni in dialetto salentino) è un comune italiano di 25 819 abitanti della provincia di Brindisi in Puglia.
Situato lungo la via Appia Antica, a 13 km a ovest del capoluogo provinciale, si trova nel Salento settentrionale ed è con le sue 22 contrade fra i comuni più popolosi ed estesi dell'intero Salento.
Insieme alla vicina Ostuni, è fra le città della provincia di Brindisi in cui si riscontrano le maggiori tracce del barocco pugliese con numerosi esempi su edifici privati e religiosi.

## Geografia fisica

### Territorio
Mesagne è situata nella pianura salentina, anche se il centro storico è costruito su una collinetta. Si trova nell'entroterra ed è abbastanza vicina al mare Adriatico.

### Clima

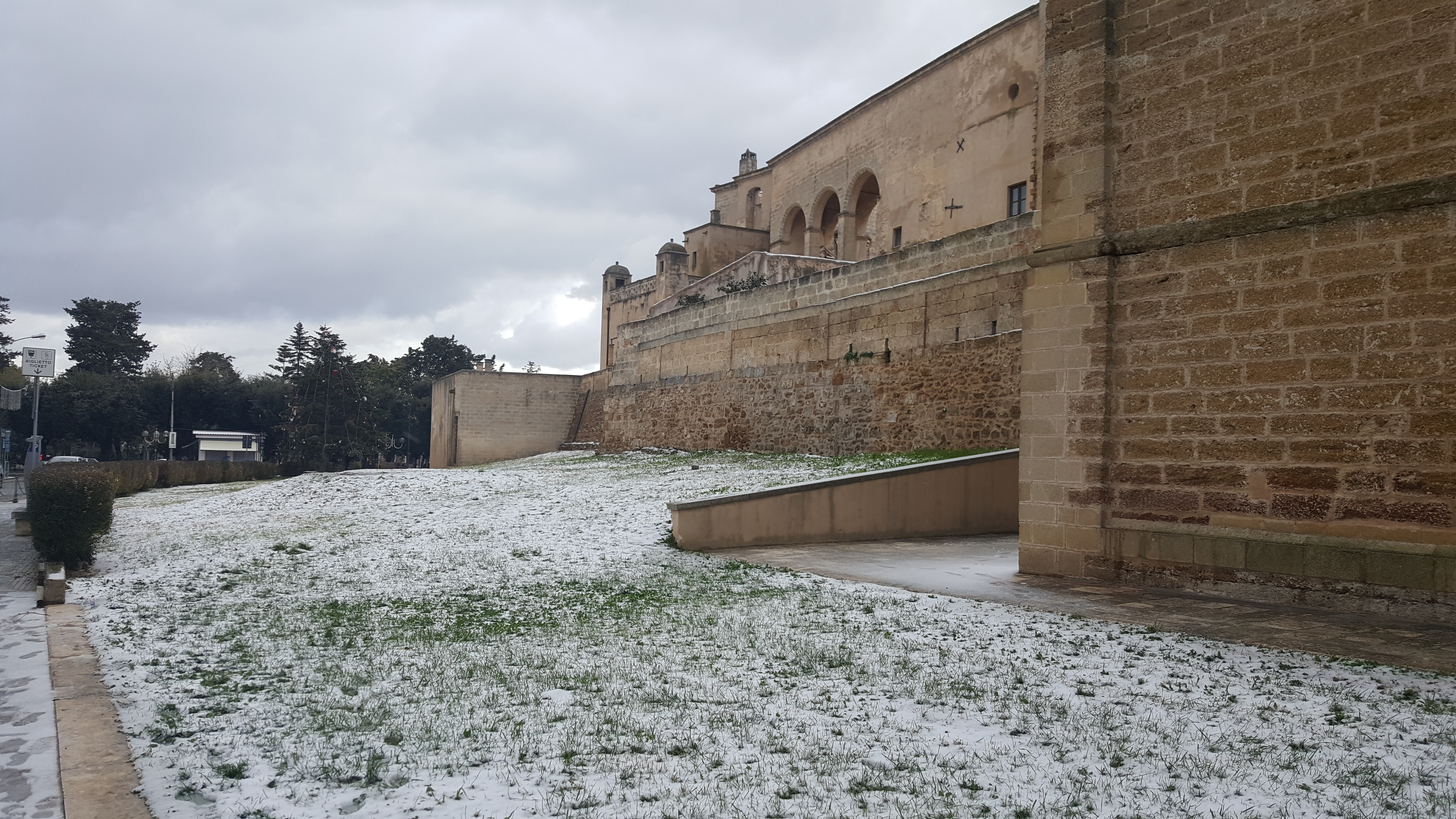
Mesagne imbiancata dalla nevicata del 6 gennaio 2017

Mesagne si trova nella fascia del clima mediterraneo. Ciononostante, considerata la sua posizione geografica, la città risente spesso sia di correnti gelide provenienti dai Balcani, che in inverno possono talvolta provocare estese gelate e/o moderate nevicate, sia da correnti calde provenienti dal Nordafrica, che al contrario fanno aumentare le temperature estive fin oltre i 40 °C, unitamente alla presenza di scirocco. Quest'ultimo può talvolta comportare temperature insolitamente alte anche nel periodo invernale: ad esempio, si sono toccati i 22 °C il 10 gennaio 2016 e 23 °C il 15 febbraio dello stesso anno, con una minima di 17 °C.
La temperatura più bassa mai registrata fu di −6,4 °C il 4 gennaio 1979, la temperatura più alta mai registrata fu di 45 °C il 24 luglio 2007.
Nel corso dell'anno è molto frequente la pioggia (nel 2018 si sono verificati 138 giorni di pioggia con un particolare picco in autunno/inverno). La nebbia è invece più comune in primavera e autunno, ma comunque mai troppo frequente.
Come accade in quasi tutto il Salento, l'incastro del territorio tra due mari relativamente vicini tra loro e l'esposizione alle loro relative correnti comportano sia un elevato tasso di umidità sia la quasi costante presenza di vento, che talvolta soffia impetuoso per diversi giorni di fila con raffiche che raggiungono talvolta gli 80 km/h.
Sono riportati di seguito i valori climatici medi, con riferimento al 2018.

| Mese                       | Gen  | Feb  | Mar  | Apr  | Mag  | Giu  | Lug  | Ago  | Set  | Ott  | Nov  | Dic  |
| -------------------------- | ---- | ---- | ---- | ---- | ---- | ---- | ---- | ---- | ---- | ---- | ---- | ---- |
| Temperatura max media (°C) | 14,0 | 12,4 | 16,1 | 20,4 | 22,7 | 26,4 | 28,4 | 29,2 | 26,4 | 22,4 | 18,0 | 13,8 |
| Temperatura min media (°C) | 7,5  | 7,0  | 8,7  | 12,9 | 16,7 | 20,1 | 22,6 | 23,7 | 20,3 | 16,6 | 12,6 | 8,3  |
| Giorni di pioggia          | 12   | 15   | 20   | 6    | 9    | 14   | 2    | 11   | 6    | 13   | 15   | 15   |
| Giorni di nebbia           | 1    | 1    | 1    | 8    | 2    | 0    | 0    | 0    | 2    | 2    | 5    | 1    |
| Temperatura media (°C)     | 11,2 | 9,9  | 12,5 | 16,7 | 20,0 | 23,7 | 25,8 | 26,6 | 23,7 | 19,7 | 15,6 | 11,4 |

## Storia

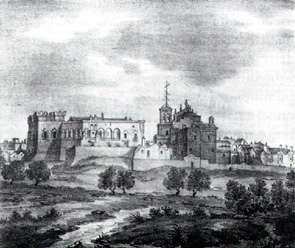
Mesagne nel XVI secolo

I resti più antichi nell'area di Mesagne risalgono al Paleolitico superiore. Gli uomini giunti in Puglia provenivano dal Nord Europa, ma a causa dell'era glaciale e quindi dell'irrigidimento del clima, erano migrati verso sud. In questo periodo gli individui vivevano come cacciatori-raccoglitori nella fertile pianura salentina. I resti successivi risalgono al Neolitico, grazie allo sviluppo dell'agricoltura e dell'allevamento e di conseguenza la nascita della sedentarietà, permisero lo sviluppo di organizzazioni sociali articolate. I resti successivi risalgono all'età del rame e all'età del bronzo, in questo periodo l'agricoltura venne rivoluzionata grazie a invenzioni come l'aratro, mentre i commerci si estendevano fino al mar Egeo
Nel centro storico cittadino è stato trovato un abitato dell'età del ferro appartenente agli Iapigi.
Fu un importante centro messapico (dal VI al III secolo a.C.), per la posizione strategica a metà della strada che univa Oria al porto di Brindisi. Fu oggetto di una spedizione militare guidata da Archita di Taranto tra il 366 e il 360 a.C. Dell'età messapica restano una serie di sepolture rinvenute nel centro abitato. Durante il dominio romano il centro è una delle numerose ville poste sulla via Appia. Nell'Alto Medioevo, con i Longobardi il borgo è una villa rustica all'interno del feudo di Oria. Con i Normanni è parte del Principato di Taranto. Nel XII secolo si registra la presenza di una piccola comunità greca e nel XIII secolo nei documenti di età sveva, sono presenti donazioni all'Ordine Ospedaliero di San Giovanni e all'Ordine Teutonico.
Lo sviluppo della cittadina si è avuto poi tra il 1500 e il 1600 grazie a ricchi feudatari, ai nobili e agli ordini monastico militari. In quegli anni la popolazione era di circa cinquemila abitanti. Nel XV secolo il Principe di Taranto, Giovanni Antonio Orsini del Balzo, amplia il castello di Mesagne trasformandolo in residenza. Mentre il borgo si ampliava, iniziavano a prender luce opere di urbanizzazione come la nascita di un teatro, di un ospedale, la lastricatura delle strade. In pochi decenni furono edificati numerosi palazzi, caratterizzati da finestre ricche di modanature e di fregi, portali a bugnato, logge, colonne angolari, balaustre traforate.
Tra le attuali via Marconi e via Manfredi Svevo, esistevano fornaci dove venivano cotte le tegole che coprivano le abitazioni a “tavolato” e la Pistergula, una porta di piccole dimensioni da cui si poteva entrare o uscire dalla città, situata nei pressi dell'attuale chiesa di Sant'Anna.
Nell'attuale piazza Vittorio Emanuele II, nel largo compreso tra Porta Grande e la Chiesa dei Francescani, alla fine del Cinquecento si trovavano, le botteghe degli artigiani, conciapelle, maniscalchi e calzolai. Mesagne viene anche tristemente ricordata per essere stata capitale della Sacra Corona Unita, poiché Giuseppe Rogoli, uno dei capi dell'organizzazione, abitava proprio qui.

### Simboli
Lo stemma di Mesagne è stato riconosciuto con decreto del Capo del Governo del 17 novembre 1927 e viene descritto così: «D'azzurro, all'albero di palma al naturale, terrazzato di verde ed accostato ai due lati da due piante di grano, con le spighe piegate all'esterno, pure al naturale». Lo stemma è timbrato dalla corona di città in quanto questo titolo è stato conferito nel 1999.
Il gonfalone, concesso con regio decreto del 12 agosto 1927, è un drappo rettangolare di bianco.
I colori ufficiali della città di Mesagne sono il giallo e il blu.

## Monumenti e luoghi d'interesse

### Architetture religiose

#### Chiesa madre
La chiesa degli Ognissanti si risalta nella notevole architettura barocca di Mesagne. Dove si trova adesso si ergeva una chiesa bizantina risalente al X secolo e dedicata a san Nicola. Intorno al 1450 fu ristrutturata e dedicata a tutti i santi, per poi essere nuovamente ristrutturata intorno al 1580. Successivamente la chiesa crollò il 31 maggio 1649 e venne ricostruita tra il 1650 e il 1660 dal sacerdote mesagnese Francesco Capodieci, dal frate Francesco da Copertino e dal chierico mesagnese Antonio Leugio. Gli attuali caratteri barocchi risalgono ai lavori dopo il terremoto di Nardò del 1743. Nel 1766 venne trasformata la volta, ma si lasciò la facciata seicentesca. Questa si divide in tre ordini sormontati da un timpano. Il primo ordine presenta sei pilastri di ordine ionico alternati con il portale cinquecentesco e quattro nicchie con le statue di San Bartolomeo, San Simone, San Taddeo e San Matteo. Nel secondo ordine si trovano sei pilastri di ordine corinzio insieme alle statue di San Giacomo Maggiore, San Giacomo Minore, San Filippo e San Tommaso. Nel terzo ordine vi sono, invece, quattro pilastri di ordine composito con le quattro statue di San Pietro, Sant'Andrea, San Giovanni evangelista e San Paolo, due delle quali in delle nicchie e le altre due al di fuori. Nel timpano è posto lo stemma di Mesagne in bassorilievo e su di esso le statue di quattro angeli con al centro la statua di Gesù, andata però distrutta da un fulmine sul finire dell'Ottocento. L'interno presenta una pianta a croce latina, con una lunghezza maggiore di 47 m, una lunghezza del transetto di 25 m e un'altezza di 24 m fin sotto la cupola. Alle spalle dell'altare maggiore sorge il presbiterio alzato di otto gradini con due scale laterali e sotto di esso si trova la cripta con alcuni resti della chiesa bizantina. La navata è coperta da una volta ogivale, alleggerita da lunette che ospitano le finestre e all'incrocio con il transetto si trova la cupola. Delle paraste con capitelli corinzi scandiscono la navata e racchiudono le piccole cappelle laterali. Sul lato sinistro sono posti il pulpito e un ingresso laterale, mentre sul lato destro troneggia sulla cantoria un pregevole organo a canne del maestro Tommaso Mauro. Tra le tele di maggior rilievo vi sono l'Assunzione di Saverio Lillo da Ruffano, la Madonna del Carmine del napoletano Giuseppe Bonito e l'Adorazione dei pastori di Gian Pietro Zullo, Andrea Cunavi e Domenico Pinca.

#### Chiesa di Sant'Anna

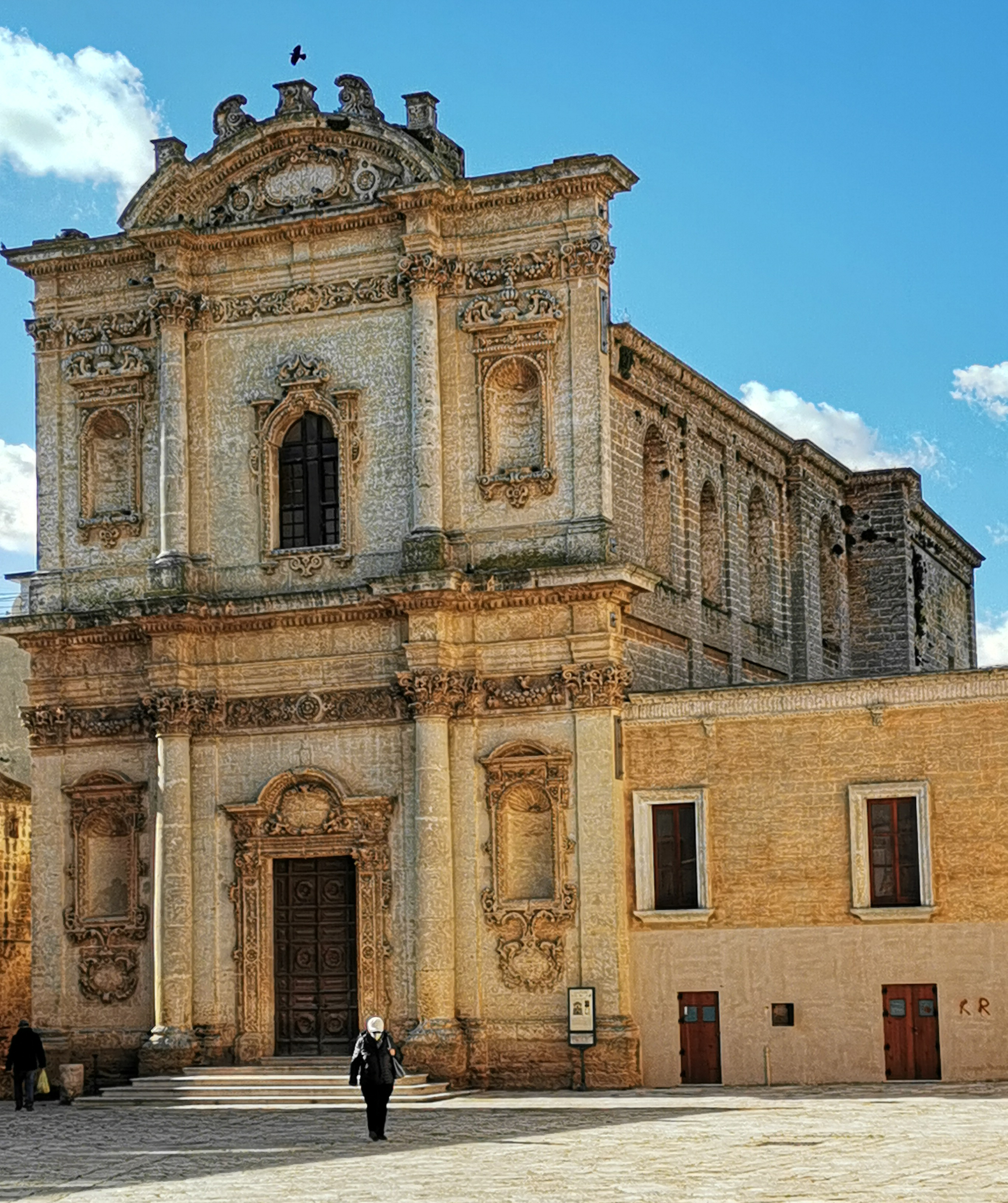
Chiesa di Sant'Anna

La chiesa di Sant'Anna venne costruita tra il 1683 e il 1699 per voto mantenuto dalla principessa Vittoria Capano, in seguito alla guarigione miracolosa del Principe De Angelis. L'architetto è stato Francesco Capodieci, autore, tra l'altro, della chiesa madre, mentre decorazioni e stucchi portano i nomi di Pietro Elmo e Giuseppe Cino, protagonisti del Barocco leccese. La facciata si divide su due ordini, con colonne a tutto tondo e lesene angolari. Il portale, in carparo locale, è decorato con motivi fitomorfi e teste di cherubini. Al di sopra, in un timpano curvilineo è situato un medaglione, che in passato poteva ospitare lo stemma dei De Angelis o la dedica alla santa. A decorare si trovano due registri con motivi vegetali e fruttiferi, oltre al cornicione, alle quattro nicchie e alla finestra centrale. L'interno è composto da una navata unica, con un altare maggiore, tre laterali e due notevoli pulpiti lignei del Settecento. Si conservano una copia del Cristo deposto dalla croce del Veronese, attribuita al mesagnese Andrea Cunavi, e alcune statue in cartapesta dell'Ottocento.

#### La basilica-santuario della Vergine SS. del Monte Carmelo
La costruzione di questa chiesa risale al IX secolo, originariamente era dedicata al culto di san Michele arcangelo e fu eretta sopra una preesistente cripta paleocristiana, che si trova al di sotto della navata. Dall'8 gennaio 1520 fu affidata ai carmelitani, chiamati dal sindaco Evangelista Malvindi. Nel 1975, dopo alcuni lavori di restauro, furono trovati sotto la pavimentazione alcuni tratti delle fondazioni con resti di decorazione pittorica provenienti, con molta probabilità, da una villa di epoca romana. A qualche metro di distanza è stata rinvenuta anche una struttura piramidale interrata, alta circa 4 m e larga 3 m, attraversata da tre architravi. Ipoteticamente è stata considerata un granaio, per via di un recipiente a forma di vasca nel tufo, dove andrebbe riposta la farina.
Dall'esterno la chiesa presenta una facciata romanica percorsa da scanalature culminanti ad archi ciechi trilobati (così come ai lati e sull'abside). Notevole il ricco portale con arco a sesto acuto decorato con motivi fitomorfi e, al centro, una lunetta affrescata con l'immagine della Madonna. La facciata laterale è scandita da una sequenza di lesene, interrotte da una coppia di monofore cieche e due portali laterali, uno dei quali murato. All'interno si conserva solo una colonna con capitello corinzio dell'antico impianto romanico (su tre navate), in seguito a un rimaneggiamento barocco nella prima metà del XVII secolo. Esso riguarda l'ampliamento della chiesa, la sistemazione delle cappelle laterali, con altari impreziositi da intarsi e da stucchi, e l'aggiunta di alcune tele di Diego Bianchi. Nell'area presbiteriale campeggia, al centro, l'immagine della Vergine del Carmelo con Bambino, opera di Francesco Palviso da Putignano.

#### Chiesa dei Santi Cosma e Damiano

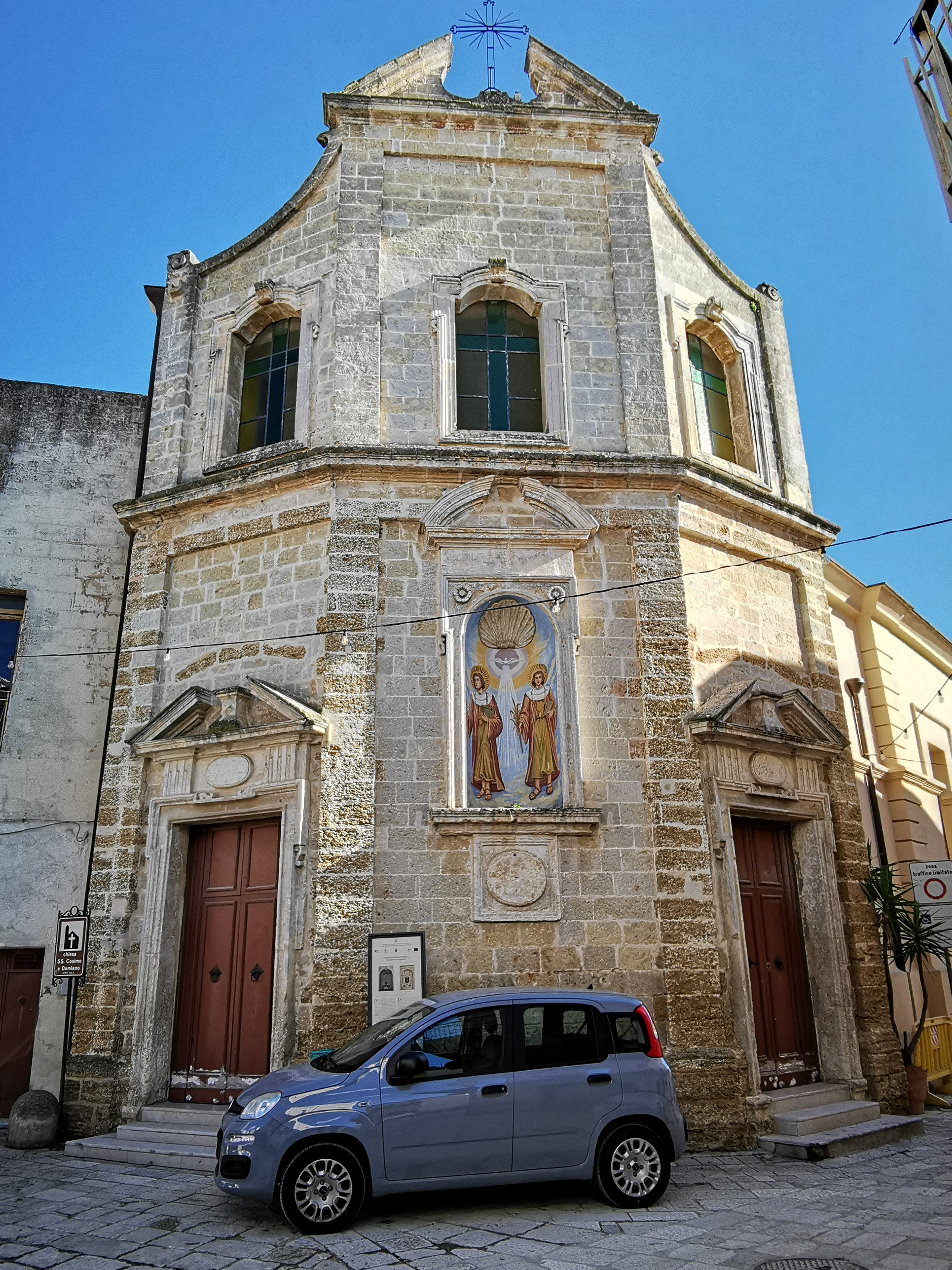
Chiesa dei Santi Cosma e Damiano

La chiesa dei Santi Cosma e Damiano è stata costruita tra il XVII e il XVIII secolo sotto la confraternita della Santissima Concezione, che svolse un ruolo di cerniera tra il patriziato cittadino e il clero secolare. Furono influenzate da questa confraternita le più importanti decisioni assunte dall'Università di Mesagne, riguardanti le continue dispute con il potere feudale alla tutela degli antichi privilegi vantati dalla città. La chiesa originale crollò nel 1722 per motivi indefiniti e in un documento del 13 novembre 1724 si rivelano il crollo della chiesa e la necessità di ricostruirla in tempi brevi. Ma la ricostruzione durò molti anni. In un documento del 1731, infatti, il regio ingegnere Pietro Vinaccia la descrive incompleta. Nel 1750 la chiesa fu decorata a stucchi e nel 1753 vi è la donazione di due candelabri d'argento per l'altare da parte di don Pietro Carlo Riccio. La chiesa ha la singolarità di una pianta esagonale e di due porte sulla facciata, che si sviluppa su tre lati dell'esagono. Sull'altare troneggia la tela raffigurante i santi Medici, di scuola napoletana e risalente alla metà del XVII secolo. Sono di artisti leccesi, invece, le statue dei due Santi che vengono portate in processione a settembre. Sono del Seicento anche due tele raffiguranti la Madonna del Carmine e la Madonna Addolorata, poste rispettivamente nelle cappelle del Suffragio e del Crocifisso.

#### Chiesa di San Leonardo
La chiesa è stata edificata tra il 1645 e il 1651 su un edificio costruito verso la fine del XII secolo dall'Ordine teutonico e consacrato a san Leonardo. L'edificio, ultimato intorno al 1662, presenta una facciata a campo unico priva di principali aspetti decorativi e un interno di modeste dimensioni. La chiesa fu restaurata dopo il terremoto del 1743, con la creazione della volta, la decorazione a stucchi e i nuovi altari e nell'Ottocento assunse l'attuale consacrazione.

#### Chiesa di Santa Maria in Betlehem

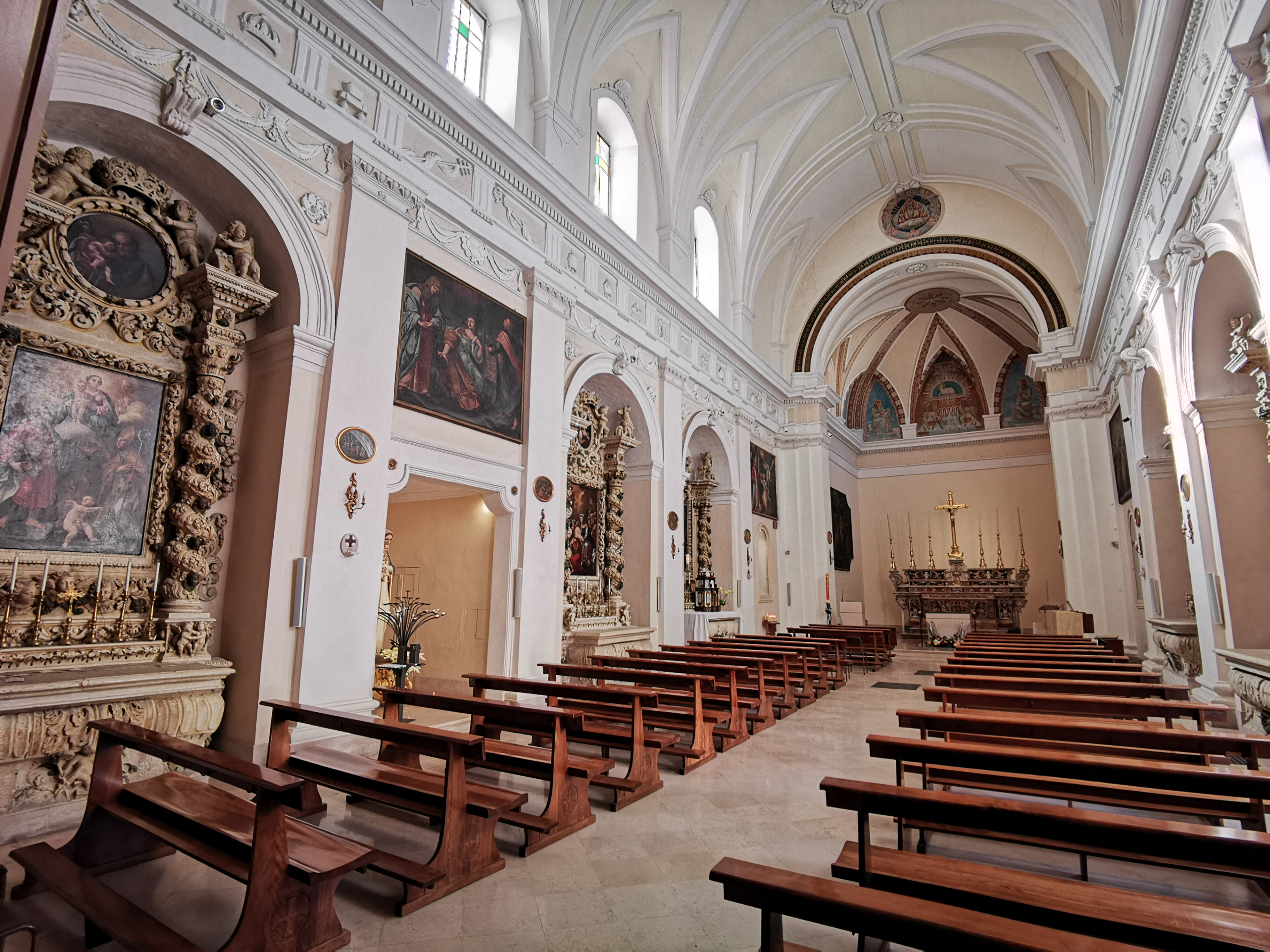
Interni della chiesa di Santa Maria in Betlehem

L'origine di questa chiesa è fatta risalire al 1526, quando nel mese di luglio la città fu colpita da una terribile pestilenza abbattutasi nel Regno di Napoli. Vicino alla "Porta Piccola" si trovava un'antica cappella rovinata dal tempo e quasi priva del tetto, con un affresco raffigurante Santa Maria in Betlehem, alla quale si rivolsero i fedeli per mandare via l'epidemia. Una volta passata, nel 1528, i riconoscere mesagnesi restaurarono e ingrandirono la cappella, incorniciando la figura della Madonna. Successivamente, agli inizi del XVII secolo, la chiesa passò ai frati celestini, che dimoravano presso la piccola chiesa di San Bartolomeo. Il 19 maggio 1634, con la costruzione del monastero, venne dichiarato abbazia e per le condizioni in cui versava la vecchia chiesa venne demolita. I lavori di ricostruzione iniziarono nel 1662, per poi terminare nel 1738. Presenta una notevole facciata strutturata in due ordini, sormontati dal fastigio centrale, a sua volta affiancato da angeli e pinnacoli. Come i sei altari laterali, la facciata è di evidente barocco leccese, vicino alla basilica di Santa Croce, con la quale condivide motivi del portale, certe sculture e le colonne. Queste proseguono con le lesene laterali e le tre nicchie nel primo ordine con le statue di San Celestino e San Benedetto, più una sul portale. Nel secondo ordine è posizionata in asse col portale una finestra riccamente decorata, affiancata da festoni e sculture di angeli. Ai lati della finestra sono poste altre tre coppie di colonne, nicchie e lesene e in asse con la finestra si erge un riquadro con bassorilievo di San Michele arcangelo. In cima, ai lati del riquadro, concludono due statue di angeli e due pinnacoli. L'interno è coperto da una volta a botte che si regge su una trabeazione di ordine dorico e sei lesene per lato. Si aggiungono cinque cappelle per lato sotto archi a tutto sesto, con sei altari barocchi, culminando nel presbiterio decorato con degli affreschi sulla volta.

#### Chiesa della Ss. Annunziata
La chiesa della Santissima Annunziata è stata costruita agli inizi del XVIII, tra il 16 ottobre 1701, quando ci fu la posa della prima pietra, e il 1715. Il 9 settembre 1716 i domenicani, in disaccordo con l'architetto Giuseppe Cino per la copertura tavolata, stipularono un nuovo capitolato d'appalto con il mastro architetto Angelo Guido e con i figli Francesco e Donato per la costruzione di una volta in muratura. L'opera terminò intorno al 1720, ma non resse al terremoto del 1743, motivo per cui qualche tempo dopo fu mandato dalla Regia Udienza di Lecce l'ingegner Pasquale Margoleo per osservare i danni subiti. Nel 1745 fu affidato a egli stesso il compito di intervenire sull'edificio, ma nonostante le cospicue rendite non si riuscì a portare a compimento la costruzione di un campanile. All'esterno la facciata si divide in due ordini, con il portale affiancato da due coppie di nicchie e lesene, sormontato nel secondo ordine da un finestrone e un'altra coppia di nicchie. Vi sono due ingressi laterali e, sul lato posteriore un portale murato di gusto rinascimentale in tufo di carparo, facente parte della vecchia chiesa. La porta è racchiusa tra due esili lesene e incorniciata da decorazioni naturalistiche. Questo portale è opera dello scultore Francesco Bellotto, di Nardò nel 1555, come riportato in un'iscrizione lungo lo stipite destro. L'interno presenta una pianta ottagonale, con altare maggiore costruito a pianta ricurva in pietra bianca. Ai lati sono presenti sei cappelle dedicate al Ss. Rosario, San Vincenzo Ferreri, San Leonardo Abate, Crocifisso, San Domenico Soriano e San Giacinto, indicate in senso orario dall'altare maggiore.

#### Chiesa dell'Immacolata
La chiesa dell'Immacolata, collegata al convento dei francescani, ha un'unica navata lunga circa 19 metri e larga 9, con quattro arcate a scandire gli altari laterali, alternati con lesene ioniche. Alla fine vi è l'altare maggiore in marmi intarsiati e con un coro, alla cui sinistra si trova un ambiente adibito a ufficio del parroco e a destra la sagrestia adibita a "Biblioteca ecclesiastica". La struttura, realizzata in conci di carparo, arriva a 14 m di altezza e manca di decorazioni scultoree. Sul lato destro è posto un altro ingresso con timpano e sovrastato da cinque finestre arcate. Sul lato opposto si trovano altrettante finestre, di cui tre finte, alle quali si aggiungono una finestra sulla facciata principale e una sul catino absidale. All'interno di esso è posto un medaglione con la Vergine Immacolata, mentre ai lati dell'ingresso secondario sono collocate due acquasantiere in marmo intarsiato. Le decorazioni interne sono riconducibili al XIX secolo. Alle spalle della chiesa, sul lato destro vi è il piccolo campanile a vela, realizzato in carparo con bifora sormontata da monofora.

#### Chiesa di Santa Maria di Loreto
Si vuole che, prima della chiesa attuale, esistesse già una cappella dedicata al culto della Madonna di Loreto. Padre Serafino Profilo, dell'ordine dei Riformati, racconta che il principe di Mesagne Gian Antonio Albricci era entrato in discordia con il viceré di Napoli e sua moglie Giulia Farnese fece voto alla Madonna di Loreto, promettendo di costruire una nuova chiesa. La promessa venne mantenuta e vi fece costruire anche un convento, dove nel 1615 si trasferirono gli Osservanti. Pochi anni dopo presero il loro posto i Riformati e nel 1630 fu completato il convento. Nel 1790 la chiesa venne abbellita di stucchi e l'immagine della Madonna di Loreto (datata al XVI secolo) fu posta sull'altare maggiore. Verso la fine dell'Ottocento si è insediata in questa chiesa la Confraternita di Maria Santissima della Croce. All'esterno la chiesa si presenta priva di ornamenti di rilievo, mentre all'interno si trova a destra dell'altare una tela seicentesca di San Gaetano da Thiene, una tela dell'Immacolata sulla sommità e di Sant'Antonio da Padova sul secondo altare a sinistra. Queste tre sono di fra Giacomo da San Vito dei Normanni, mentre è di frate Francesco da Martina la tela di San Sebastiano. Sul primo altare a sinistra, nella cappella del SS. Crocifisso, si trova il Calvario ligneo seicentesco del frate calabrese Angelo da Pietrafitta, il cui tabernacolo proviene dalla non più esistente chiesa dei Cappuccini.

#### Chiesa di Sant'Antonio da Padova
La chiesa di Sant'Antonio da Padova venne eretta nel XVII secolo con le elemosine offerte dai mesagnesi e con l'interessamento di alcuni ecclesiastici ed è stata sede di un'omonima confraternita fino alla metà del XIX secolo. Da alcune fonti risulta che fu costruita dal 1635 accanto a una più antica e il primo a interessarsi dell'innalzamento della nuova chiesa fu il canonico Francesco Venerio. La chiesa ha un'unica navata ed esternamente presenta alcune paraste con un frontone spezzato, oltre a dei corpi di fabbrica, aggiunti probabilmente in seguito al terremoto del 1743. In un atto del 9 aprile 1749 è testimoniata la costruzione in quel periodo della sagrestia per conto della confraternita. Ogni anno, il 13 giugno, si teneva una processione con la statua del Santo. Nel 1763 la confraternita fu dichiarata regia e nella sagrestia si trova un dipinto che ricorda tale evento, con Ferdinando IV di Borbone. Un altro evento importante fu l'istituzione di un "monte di maritaggio" (di matrimonio), voluto dalla nobildonna Ilaria Falces, che contribuì fortemente ad aumentare i devoti. La Falces stabilì, inoltre, di concedere ai confratelli una consistente somma per festeggiare Sant'Antonio e nell'oratorio è conservato anche un dipinto della benefattrice.

#### Chiesa del Ss. Crocifisso

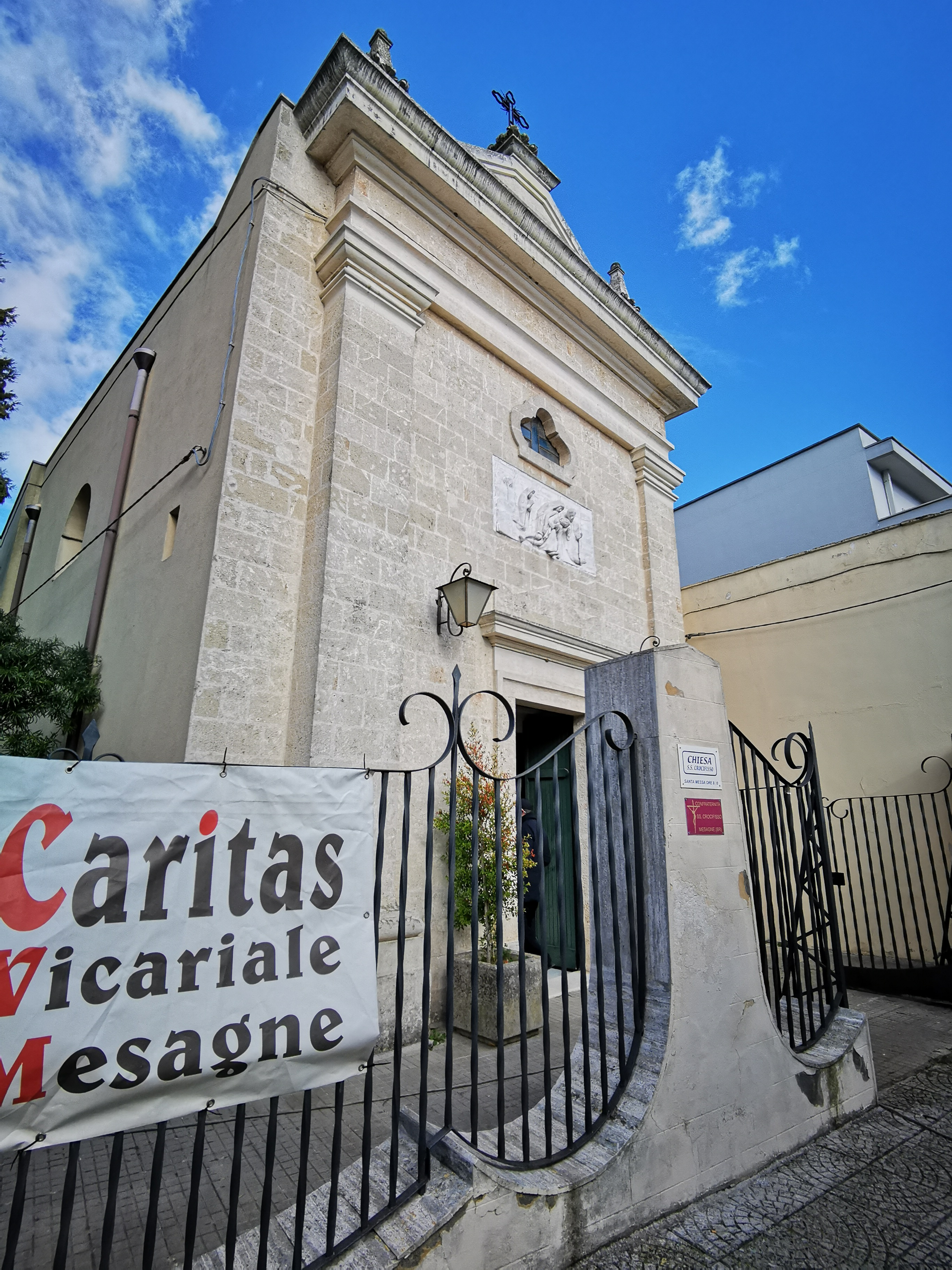
Chiesa del Santissimo Crocifisso

Conosciuta anche come chiesa di San Cataldo, è stata edificata nella fine del XVII secolo con le elemosine raccolte tra i fedeli e nel XIX secolo successivo si insediò la confraternita, che ampliò la chiesa e la coprì a volta. La facciata è stata realizzata nell'Ottocento e all'interno si trovano una tela di San Cataldo, diverse statue della via Crucis e una tela raffigurante il Ritrovamento della vera croce da parte di Sant'Elena.

#### Chiesa della Madonna della Grazia
Sin dal tardo Medioevo, nell'omonima contrada, è presente la chiesa della Madonna della Grazia e in un manoscritto risalente alla fine del Cinquecento, conservato presso la Biblioteca Nazionale di Napoli si descriverebbe questa chiesa come un "tempio famosissimo e miracoloso". Da qui si ipotizza l'avvenimento di un miracolo, che ne avrebbe originato la devozione e la costruzione della chiesa. È stata costruita intorno al 1486 da un certo Angelo Pilato inglobandone una più piccola, visibile sulla parte posteriore e probabilmente legata alla presenza dei monaci basiliani e, di conseguenza, all'influsso bizantino. Un'ipotesi alternativa attribuisce l'intitolazione alla Madonna della Grazia con l'iconografia rievocante la visita della Madonna portatrice di grazie a casa di Elisabetta, presente in dipinti di alcune chiese di Mesagne. All'esterno presenta una facciata percorsa da un rosone, oggi decorato da una vetrata, e un portale sovrastato da lunetta con affresco raffigurante la Madonna della Grazia. All'interno sono visibili i segni delle trasformazioni avvenute nel corso dei secoli, quali tracce di affreschi sulle pareti, attribuite al periodo dell'ampliamento di questa chiesa, avvenuto verso la prima metà del '600. Sulle pareti laterali, dove in precedenza sorgevano altari laterali, attualmente vi sono nicchie con murature bugnate ospitanti statue di Santi. L'altare è sovrastato da un arco a sesto acuto, da cui comincia una volta a botte e, di lato, una statua raffigurante la Madonna della Grazia. Secondo un'antica tradizione, il martedì dopo Pasqua i mesagnesi celebrano la Madonna della Grazia recandosi in pellegrinaggio nell'omonima chiesa, a San Pietro Vernotico.

#### Chiesa San Giuseppe Sposo di Maria
La chiesetta di San Giuseppe è stata costruita intorno al 1650 da un certo Antonio Panaro, per l'omonima famiglia, per poi passare ai Francone, che ci costruirono accanto un palazzo gentilizio. All'esterno presenta unicamente lo stemma nobiliare e un piccolo campanile a vela. L'interno, invece, si compone di un altare sovrastato da un quadro di San Giuseppe, una volta a botte e decorazione di stucchi, con ai lati statue di santi e un quadro della Vergine del Rosario. Era importante la ricorrenza del santo, il 19 marzo, data da grandi falò che si accendevano in più punti della città. La Chiesa si trova sull'angolo Via Epifanio Ferdinando e Via Dottore Emanuele Cavaliere.

#### Ex Convento dei Celestini
La costruzione del convento dei Celestini si divide in due periodi. In precedenza i Celestini, giunti a Mesagne nel XIV secolo, dimoravano in un Cenobio presso la chiesa di San Bartolomeo. Il primo va dal 1608 e il 1616 e ha condotto a tutta l'ala dell'edificio che si affaccia su via Roma e su Piazza Garibaldi, mentre nella prima metà del Settecento furono edificate le ali sud e ovest. Nell'ala sud, affacciata sul giardino del convento, furono ricavate delle spaziose celle per i monaci. Sono dello stesso periodo la costruzione del chiostro e dell'artistica scalinata per il piano superiore. Da sud ovest sporge una torre che venne costruita per servizi igienici e accanto a essa si sviluppa il prospetto posteriore (occidentale). Questo si divide in due ordini lungo una linea irregolare con due balconi laterali e una balconata centrale ad angolo su una rientranza. A destra e a sinistra vi sono due archi su rispettive porte e finestre decorate. Nel 1889 l'Arciconfraternita di Sant'Antonio, che aveva qui un oratorio, aggiunse un vano dalla forma cubica all'angolo tra piazza Cavour e via G. D’Ocra. Il convento venne dichiarato regio per via dei nobili che ospitò nel tempo, tra i quali Vincenzo Imperiali principe di Francavilla Fontana, don Salvatore Spinelli vescovo di Lecce, il principe Goffredo di Migliano e Ferdinando IV di Borbone. Con la soppressione dell'ordine dei Celestini, nel 1807 il convento divenne sede di sottoprefettura e il 13 agosto 1813 passò al Comune per caserma di gendarmeria e per prigioni distrettuali. Con la restaurazione borbonica venne in parte impiegato dai padri Scolopi come istituto scolastico e dal 1873 al 1933 fu destinato ad asilo e scuola elementare. Una parte lo rimase fino al 1953, mentre l'altra è diventata Municipio dal 1935.

#### Ex Convento dei Domenicani
I domenicani giunsero a Mesagne tra il 1517 e il 1520 probabilmente da Brindisi, poiché il più vicino centro di irradiazione dell'Ordine. L'arciprete Centurione Sangiorgio accordò in uso la chiesetta della Santissima Annunziata ai frati, i quali vi costruirono per lo più un locus, ossia una casa, come fondazione iniziale. Una volta consolidatisi, nel 1530 chiesero e ottennero la donazione, da parte dell'arciprete De' Rinaldo, della chiesetta dell'Annunziata. All'epoca i frati, ancora senza alcun corpo di rendita, vivevano di sole elemosine, sufficienti, però, a costruire una nuova chiesa e il convento accanto a essa. Il suolo dove venne edificato fu acquistato dalle proprietà di Rinaldi e Roberto dello Diago e accresciuto tramite permuta col monastero di San Benedetto a Brindisi. Il convento aveva al piano terra il chiostro, il parlatoio, la sala del capitolo, il refettorio, la cucina, le cantine, il forno, i magazzini, le rimesse, il frantoio e le stalle. Invece nel piano superiore si trovavano il dormitorio, l’ospizio, la biblioteca, l’archivio e le sale di lettura. Nel corso del tempo vi furono diversi interventi che lo accrebbero e abbellirono, facendogli acquistare la sua fisionomia definitiva tra la seconda metà del Seicento e la prima del Settecento. Del convento, che si estendeva su un'area attorno ai 3500 m², rimangono attualmente molte vestigia esterne e interne, tra cui il refettorio e il chiostro cinquecentesco, in parte coperto e rovinato da sovrastrutture vinicole. Il chiostro presenta è circondato da campate con volte a crociera rette da peducci sulle pareti, mentre scaricano su pilastri tetrastili. La forma non è precisamente quadrangolare, poiché lungo 22,4 m da nord a sud con sei campate e cinque plinti, contro i 24,4 da est a ovest con sette campate e sei plinti. Le campate misurano 3,4 m per lato, 5,4 m in altezza e presentano dei motivi ornamentali a bassorilievo sulle chiavi di volta. Il cortile scoperto misura 17,2 per 13,5 m con un pozzo al centro.

#### Ex Convento dei Cappuccini
I frati Cappuccini arrivarono a Mesagne nel Cinquecento stanziandosi nei pressi della chiesetta di Santa Maria di Stigliano, dove si presume che alloggiassero i monaci basiliani. Intorno al 1552 si decise di edificare un convento, per la cui costruzione vennero divisi gli oneri tra gli amministratori mesagnesi e l'arciprete Lucantonio Resta, successivamente vescovo di Andria. Il complesso presenta attualmente una facciata larga 21 m, i lati 20 m, un'altezza di circa 13 m e un aspetto architettonico che è variato in un lungo processo di costruzione, dal XVI al XIX secolo. In passato l'ingresso era ubicato sulla facciata principale, di lato a quello della chiesa e un breve corridoio era collegato a un altro corridoio attraverso un disimpegno, per arrivare a un piccolo chiostro con un pozzo. Al corridoio ne era collegato un altro trasversale che con una scala conduceva al piano superiore e, sempre sul primo, si aprivano le officine, la cucina, la portineria, l'infermeria, oltre ad alcune celle per il portinaio e i terziari. La cucina era di 4 per 3 m, il refettorio di 5 per 9 m e il corridoio era largo 1,7 m, per poi terminare in un vano, presumibilmente adibito a sagrestia poiché contiguo al coro della chiesa. Al piano superiore il convento si organizza attorno a quattro corridoi, larghi 1,6 m e sui quali si affacciava una trentina di camere, di cui però in epoca post-unitaria molte sono state collegate, con il conseguente abbattimento di alcuni muri e muratura di alcune porte. Nel corso del tempo il convento è stato adibito a caserma, ricovero per i poveri, carcere mandamentale e deposito comunale, mentre attualmente ospita l’Istituto Scientifico Biomedico Euro Mediterraneo.

#### Altre chiese
- Chiesa di Mater Domini

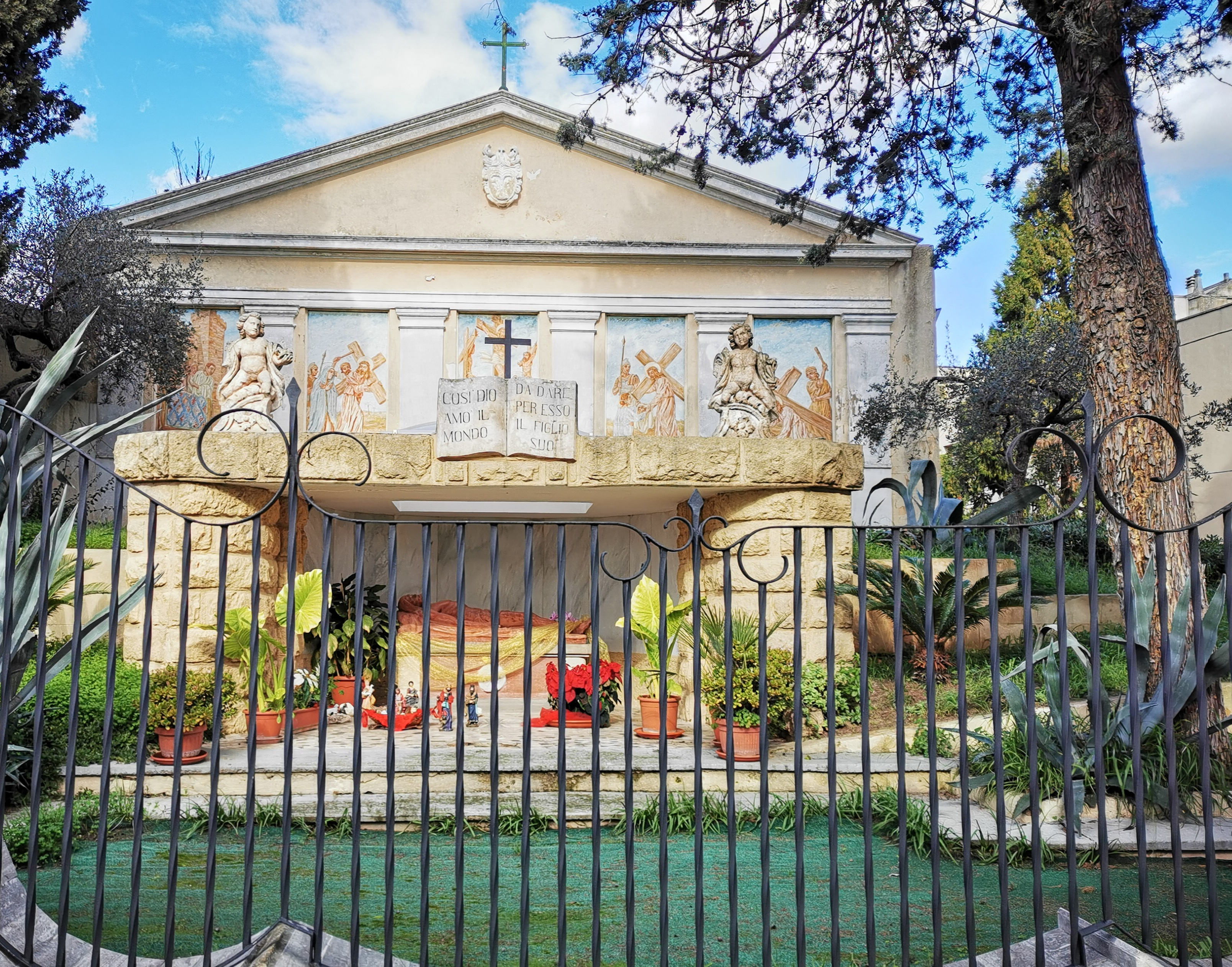
Calvario di Mesagne

- Chiesa di San Lorenzo fuori le mura (Mesagne)
- Chiesa della Madonna di Fatima (Via Raffaello Sanzio)
- Chiesa di San Pio da Pietrelcina (Via Filippo Turati)
- Chiesa di San Giovanni Paolo II (Via San Giovanni Paolo II)
- Chiesa San Giuseppe Artigiano (Piazzetta dei D'Opra)
- Chiesa delle Anime (Cimitero)
- Chiesa della Misericordia (Via dei Panareo)
- Chiesa della Madonna D'Andria (Angolo Via Accademia Affumicati e Via Epifanio Ferdinando)
- Chiesa San Giuseppe o San Giusippuddu (Via Roma)
- Chiesa della Vergine Immacolata (Contrada Vasapulli)
- Chiesa di Santa Lucia (Via Ischia)
- Chiesa di Santa Maria di Stigliano (Si trova all'interno dell'Ex Convento dei Cappuccini)
- Chiesa Ospedale San Camillo De Lellis (Cappella all'interno dell'Ospedale San Camillo De Lellis, tra Via Labanchi e Via dei Panareo)
- Chiesa Suore Oblate (Cappella all' interno della Casa di Riposo Sant' Antonio da Padova, Via Arno)
- Chiesa di Masseria Belloluogo (Si trova presso la SP37bis, la Chiesa si trova presso la Masseria Belloluogo, in totale stato di abbandono)
- Ex Convento dei Padri Carmelitani (A fianco la Basilicata del Carmine)
- Ex Convento dei Francescani (A fianco la Chiesa dell'Immacolata)
- Calvario (A fianco Chiesa del Santissimo Crocifisso, Via Maja Materdona)

Chiese non più esistenti:
• Chiesa di San Salvatore (Ne rimangono gli scavi e si trova in Via Antonio Profilo fu Tommaso nel Centro Storico)
• Chiesa Santa Maria della Luce e Convento delle Clarisse (Si trovava nell'attuale Piazza Commestibili nel Centro Storico, La Chiesa con annesso Convento in seguito al suo abbattimento fu costruito il Mercato Coperto in seguito l'attuale Piazza Commestibili)
• Chiesa di San Bartolomeo (Si trovava presso Via Rini nel Centro Storico, ne rimane visibile una Colombaia che in precedenza era chiamata Torre dei Preti ora inglobata in una abitazione civile, la si può scorgere da via Federico II Svevo ad altezza della chiesa della Santissima Annunziata guardando in alto verso via Brindisi)
• Chiesa di Santa Maria della Greca (Si trovava presso piazzetta Sant'Anna dei Greci nel Centro Storico)
• Chiesa di Sant'Elia (Si Trovava presso piazzetta dei Ferdinando)
• Chiesa di San Martino (Si trovava presso via dei Destro)
• Chiesa di San Biagio (Si trovava presso piazzetta dei Resta)
• Chiesa di Santa Caterina (Si trovava presso tra via Antonio Profilo fu Tommaso e via Martiri della Libertà)
• Chiesa di San Giorgio (Si trovava presso Corte dei Cingoli)
• Chiesa di San Cipriano (Si trovava presso tra piazzetta dei Coronei e Vico Zambelli)
• Chiesa di San Nicola del Vetere (Si trovava presso Vico dei Crisumma)
• Chiesa di Santa Barbara (Si trovava presso Corte dei Migliore)
• Chiesa di San Giovanni (Si trovava presso tra via Albricci e Vico Braccio)
• Chiesa di San Demetrio (Si trovava presso tra via dei Florenzia e piazza dei Commestibili)
• Chiesa di San Nicola alla Badessa (Si trovava presso Corte dei Mingolla)
• Chiesa di San Giuseppe (La chiesa, non più esistente, si trovava su via Stazione di fronte all'attuale villa Comunale adiacente al Golden bar; gli antichi proprietari (famiglia Gioia), rimasti senza eredi donarono sia l'abitato che la chiesetta al Carmine. I padri Carmelitani, in seguito, vendettero il tutto alla famiglia Murri e della chiesetta è rimasta solo una maiolica con la figura del santo incastonata nella facciata della costruzione; il vano della chiesa è utilizzato come abitazione)

### Architetture civili

#### Teatro comunale

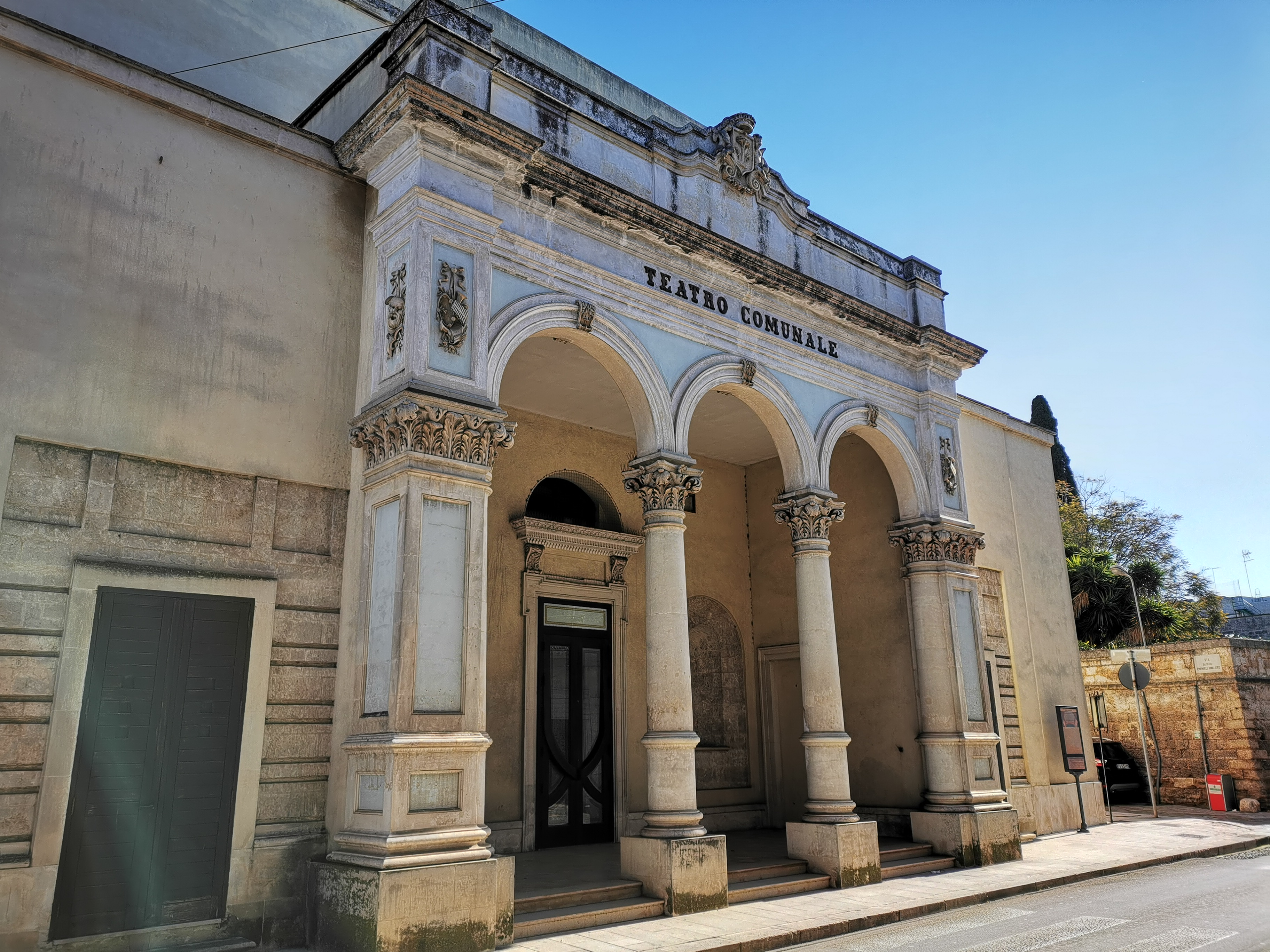
Teatro comunale

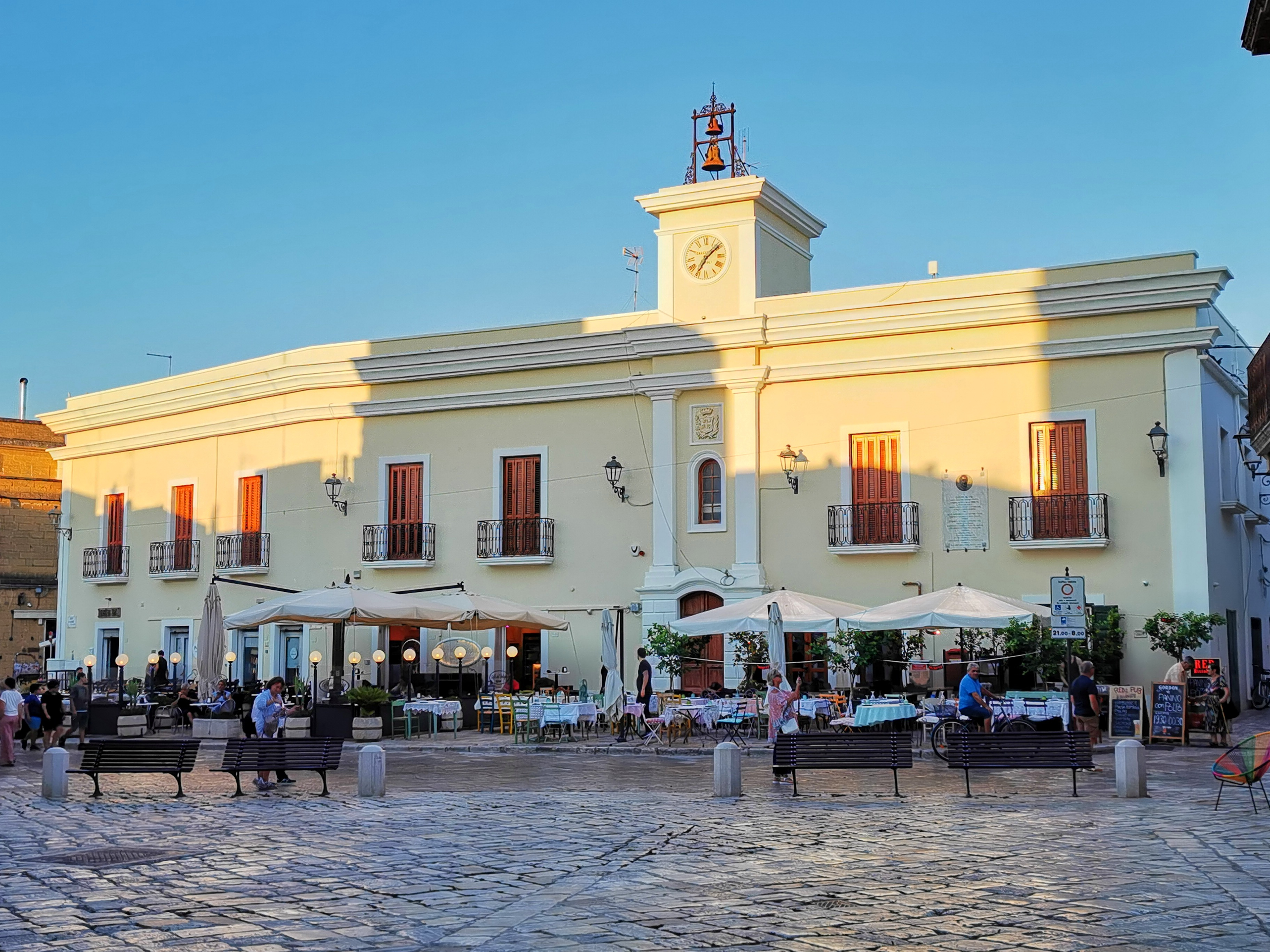
Torre dell'orologio

Il teatro comunale di Mesagne, dal gusto neoclassico, è stato costruito sul finire dell'Ottocento in ben undici anni e con tre progettisti. Disponeva di 213 posti a sedere, divisi tra platea, due livelli di palchi e galleria. La costruzione inizia nel 1884 sotto la guida del leccese Alfonso Ferretti, ma dopo quattro anni si resero necessarie delle modifiche per rendere l'edificio più grande e moderno. Nel decennio successivo i lavori furono affidati all'ingegnere Gaetano Marschiezek, il quale modificò il progetto volendo creare un teatro "all'italiana", sul modello del teatro Politeama di Lecce. Prevedeva un prospetto con capitelli corinzi, decori in pietra leccese e in pietra di Ostuni, doratura dei particolari e un soffitto a ponte apribile per fornire luce di giorno. L'inaugurazione avvenne il 17 giugno 1895 e fino agli anni '20 il teatro ospitò una grande varietà di spettacoli, ma in questi anni ci fu un periodo di crisi, che condusse alla chiusura dell'edificio. A base di ciò vi era la limitata capienza del teatro, che lo rendeva poco conveniente a eventuali gestori privati. Nacque così l'esigenza di un nuovo progetto messo a punto dall'ingegnere D'Alonzo con le intenzioni di ampliare il numero di posti e adeguati secondo le classi sociali. I lavori furono ultimati finalmente nel 1936, aprendo le porte a un utilizzo come sala cinematografica. Negli anni '80 l'Amministrazione aprì un progetto di recupero e restauro, realizzato, però, solo in parte, mentre negli anni '90 un nuovo progetto ha permesso di recuperare l'antica disposizione a palchi che si aprono in due sulla platea e la galleria trasformata in loggione, per un totale di 304 posti, terminando con l'inaugurazione nell'aprile 2000.

#### Palazzo del Cavaliere

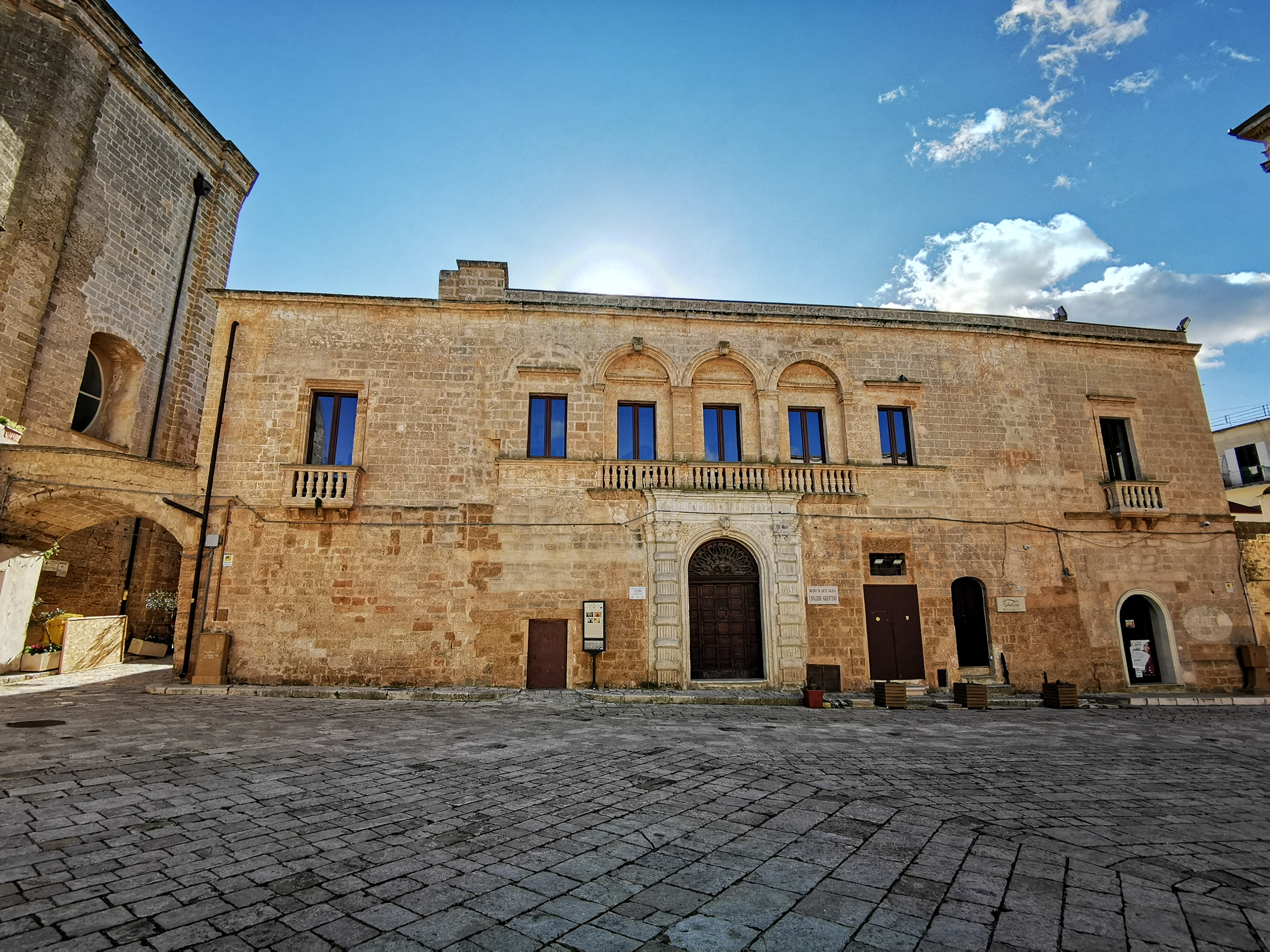
Palazzo del Cavaliere

Il Palazzo del Cavaliere si affaccia sulla piazza Orsini del Balzo, che comprende anche la chiesa di Sant'Anna e parte del castello. Insieme alla piazza dei Fogliami, dinnanzi al palazzo cinquecentesco dell'Ospedale, e a piazza dei Nobili, antistante la collegiata, questa è una delle tre piazze nate sul finire del Seicento in seguito al crollo delle mura e dei sistemi difensivi. In precedenza appartenuto alla famiglia Parisi, il palazzo Cavaliere è stato adibito a caserma per alloggiare le truppe ed è attualmente sottoposto ad azione di vincolo e tutela ai sensi dell'articolo 1 della Legge 1089/1939. Presenta un pregevole portale, racchiuso tra lesene corinzie sovrapposte con delle bugne in maniera alternata. Tra il portale e l'architrave si trovano vistosi motivi floreali e una trabeazione con cornice fortemente aggettante regge la balconata divisa in tre arcate. Dal portale si riconduce la costruzione alla fine del XVII secolo e inizio del XVIII. Il palazzo è ora di proprietà della Curia, e ospita oggi il Museo d'Arte Sacra.

#### Palazzo Monte di Pietà
Il palazzo Monte di Pietà nacque come ospedale verso la metà del XVI secolo. Nel 1557 è riportato che Elisabetta Malvindi dona all'ospedale il palazzo, nel 1564 don Andriani de Verardo e nel 1566 Letizia Dellomonaco donano i loro beni all'ospedale. Inizialmente aveva amministrazione laicale e vi era aggregata l'Arciconfraternita del Sacramento, con i compiti di ospitare e alimentare i poveri, festeggiare le solennità del Corpus Domini e provvedere al Viatico (Eucaristia ai fedeli infermi). Nel 1591, avendo perduto i figli, Palmerio de Rinaldo donò 400 ducati e fu istituito il Monte dei Poveri, o di Pietà. Dal 1623 il Sinodo diocesano di Brindisi di conferire al Monte un'amministrazione mista, composta da un laico e un ecclesiastico, fin quando la curia non impose alla guida esclusivamente religiosi. Nel 1760 i cittadini di Mesagne fecero ricorso a Ferdinando IV, che con regio decreto il 29 agosto 1767 dichiarò prettamente laicale l'istituzione e abusiva l'intrusione in esso della curia. Nel 1868 il palazzo divenne Municipio rimanendo tale fino al 1936 e a testimoniare sono presenti sulla facciata lo stemma del Comune e l'iscrizione "Hospitium pauper(um)". Sono di rilievo le finestre ad arco, le colonne bugnate con alternanza e la mano di pietra con una croce di ferro che sporge dallo spigolo nord-est del palazzo. Secondo la tradizione, vi rimanevano appese per qualche giorno le teste dei giustiziati per decapitazione. Tra via Albricci e piazza IV Novembre si aggiunge uno stemma ovale su colonna, incorniciato da fregi con al centro una croce patriarcale trifogliata. Su di esso poggia una figura angelica che reca un cartiglio con l'iscrizione "Mons Pietatis". Dopo essere anche stato sede della Pretura, oggi il palazzo ospita il Centro Polifunzionale "Terra dei Messapi".

#### Palazzo Guarini
Lungo via Eugenio Santacesaria sorge palazzo Guarini, eretto nel XVI secolo e di proprietà dei Gaza, in seguito dei Riglietta. All'accesso il portale è impostato su un basamento a tre gradini, sormontato da un fregio a spirali con motivi fitoformi e da una cimasa retta da mensole. L'ordine superiore presenta tre finestre, ciascuna recante un motto in latino inciso sull'architrave. Nell'ordine superiore è posta anche una grande loggia con finestra ad arco, sostenuta da mensole spiraliformi e arricchita dallo stemma nobiliare e dall'epigrafe Conserva Domine. Negli anni '90 del XX secolo, nel corso di ristrutturazioni, è stato riscoperto nei sotterranei un grande frantoio, ancora in uso nel XIX secolo. Comprende un camino, vasca per la spremitura delle olive, la grande pietra molare, il torchio e sul pavimento alcune canalette che vanno verso le vasche di decantazione.
- Pinacoteca (Via Martiri della libertà)
- Palazzo Taberini (Piazzetta dei Resta)
- Palazzo Savino (Via Geofilo, Vico Demitri)

### Architetture militari

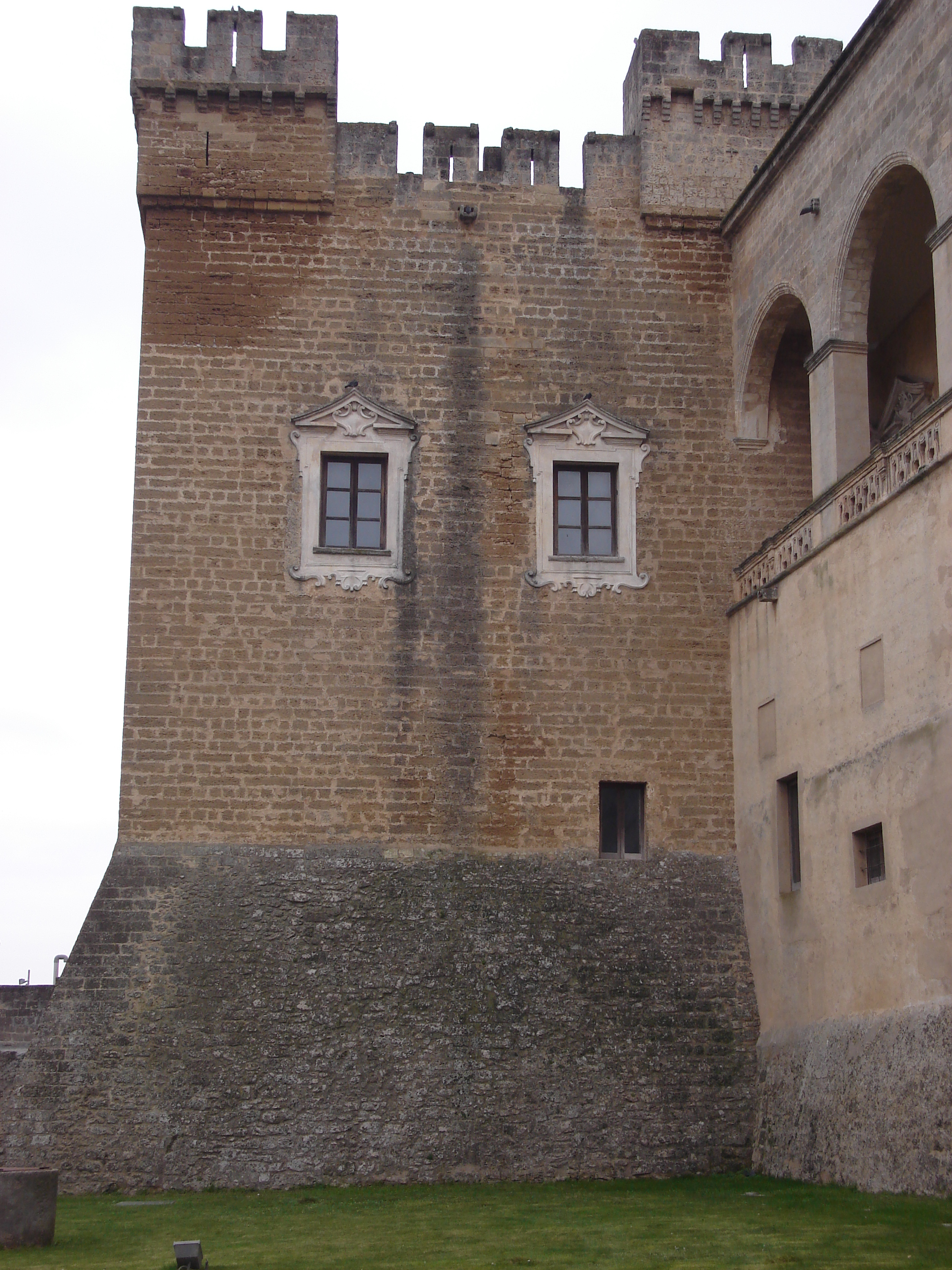
Torrione Castello Normanno Svevo

#### Castello Orsini del Balzo
Presumibilmente esisteva già in periodo bizantino (XI secolo), ma la costruzione di un Castrum Medianum è attestata solo nel 1062, anno dell'invasione dei Normanni. Nel 1195 il castrum di Mesagne è donato ai Cavalieri Teutonici, Durante il Regno di Federico II la manutenzione del castello è affidata esclusivamente agli abitanti del borgo. Nel XVI secolo la parte più antica del castello, pericolante, venne abbattuta e sostituita dal torrione ancora esistente, dotato di un ponte levatoio. Al suo interno è allestito il Museo archeologico Ugo Granafei.

#### Cinta muraria
La cinta muraria quattrocentesca che comprendeva anche 22 torri difensive; su di essa si aprivano Porta Grande (ricostruita nel 1784) Porta Nuova (ricostruita nel 1705); e Porta Piccola (non più esistente) a oggi delle 22 torri difensive ne è rimasta solo una.

#### Porta Grande
Costruita nel 1784, Porta Grande costituisce l'ingresso scenografico da piazza Vittorio Emanuele II. È stata commissionata dall'Università di Mesagne in seguito al crollo della porta precedente, con l'opposizione del feudatario Giuseppe Barretta, che comunque vi pose il proprio stemma araldico. Secondo fonti dell'epoca, l'antecedente Porta Napoli riportava epigrafi, bassorilievi, l'arme civica e dei feudatari e doveva far parte delle mura risalenti al XIII secolo, comprendente fossato e torri di guardia. La porta attuale è realizzata in conci di carparo e presenta nella chiave di volta lo stemma della città, sormontato dallo stemma nobiliare. L'ingresso sud della città, invece, denominato Porta Piccola, è andato distrutto.

#### Porta Nuova
La necessità di avere maggiori accessi alla città portò alla realizzazione di una nuova Porta. Si scelse un punto delle mura dove si trovava una grande cloaca, attraverso la quale penetrarono nella notte del 20 aprile 1529 le truppe francesi, veneziane e pontificie, dopo molti giorni di assedio. Sotto il sindaco Epifanio Ferdinando il giovane fu fatta richiesta alla Regia Camera e al Regio Portulano di Taranto, con la necessità di abbattere alcuni fabbricati per la costruzione. Sul fastigio si attesta la data del 1603, con la ricostruzione nel 1702 con il contributo del principe Carmine De Angelis. Si pensa che a progettare la ricostruzione fu l'architetto Giuseppe Cino, che lavorò tra il 1683 e il 1699 sulla facciata e sugli interni della chiesa di Sant'Anna e sugli interni della Chiesa Matrice tra 1685 e 1701, realizzandone anche l'altare maggiore. La Porta si presenta in un unico fornice con arco a tutto sesto e conci a vista, affiancato da due paraste di ordine tuscanico. Al di sopra della trabeazione si imposta un fastigio arricchito da stemmi con corone ducali, adornati da puttini su motivi a voluta, con un'epigrafe recante la scritta "Carolo/III/R/et/Carmelo/De/Angelis/Messapiae/Prin/Porta/Ad/Civ/Sub/Urb/Usv/Erecta/A.D./MDCIII/Readificata/A.D./MDCII". Da sinistra, gli stemmi appartengono alla famiglia Barretta (feudataria della città dal 1748), a Filippo III di Spagna, sormontato da tre elmi, e alla città di Mesagne.

### Resti archeologici

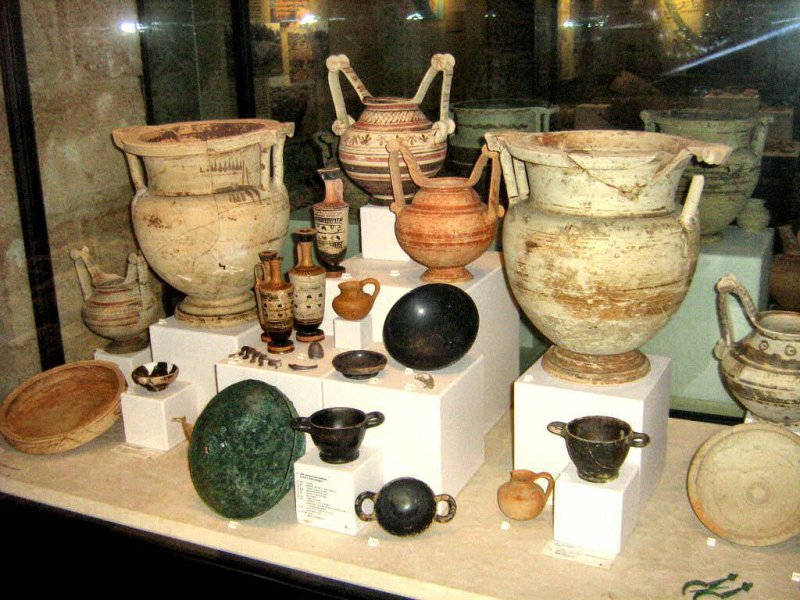
Reperti messapici presso il museo "U. Granafei"

- Muro Tenente fu stazione della via Appia. Dista 2 km da Latiano e 5 km da Mesagne ma fa parte del comune mesagnese
- Necropoli messapiche nel centro storico e nella via Castello
- Terme romane di Malvindi

### Aree naturali e verde pubblico
- Villa Comunale (situata nel centro della città di fronte al Castello);
- Bosco dei Lucci;
- Bosco Santa Teresa;
- Parco "Baden Powell";
- Parco Potì (moderna struttura inaugurata nella primavera del 2016 nel sito ex stadio comunale).

### Piazze
- Piazza Orsini del Balzo (Centro Storico)
- Piazza IV Novembre (Centro Storico)
- Piazza Criscuolo (Centro Storico)
- Piazza Vittorio Emanuele II (Situata all'esterno della Porta Grande)
- Piazza Commestibili (Centro Storico)
- Piazza Sant'Anna dei Greci (Centro Storico)
- Piazzetta dei Ferdinando (Centro Storico)
- Largo Ubaldo Lay (Centro Storico)
- Piazza Giuseppe Garibaldi (Situata all'esterno della Porta Piccola)

## Società

### Evoluzione demografica
Abitanti censiti

### Etnie e minoranze straniere
Secondo i dati Istat al 31 dicembre 2014 risiedevano ufficialmente a Mesagne 418 cittadini stranieri, pari all'1,52% della popolazione totale residente. Le comunità nazionali più rappresentate erano:
- Romania: 159
- Albania: 106
- Cina: 33

### Tradizioni e folclore

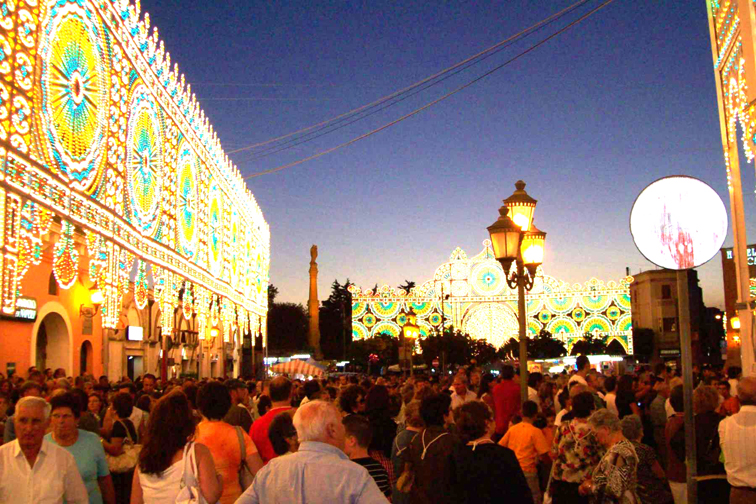
Una foto della festa del Carmine di Mesagne (16 luglio)

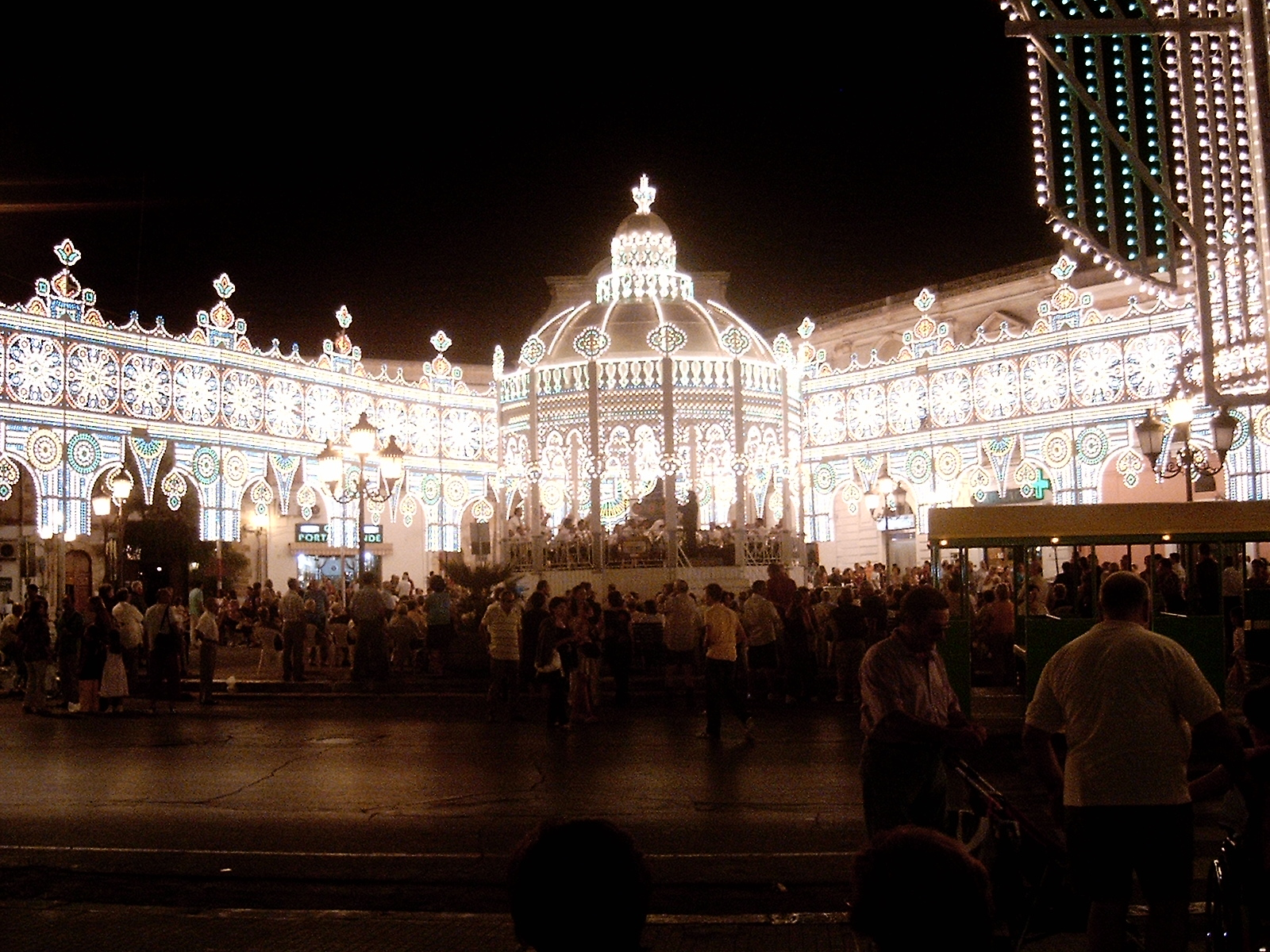
Festa patronale - Piazza Vittorio Emanuele II

- Festa patronale della Madonna del Carmine (detta della "Madonna nostra"): il 15 luglio la statua della Vergine è traslata in processione dalla basilica del Carmine, dove è affidata alla custodia dei padri carmelitani, alla chiesa matrice.
- Il 19 (talora il 10) e il 20 di febbraio si svolge la processione e il culto della "Madonna di Febbraio" (Mesagne è Civitas Mariae) per celebrare sempre la Madre del Carmelo, eletta a Protettrice a partire dal terremoto del basso Ionio del 20 febbraio 1743.

## Cultura
Mesagne è stata tra le 24 città candidate al titolo di Capitale italiana della Cultura 2024.
Inoltre, è stata riconosciuta Città che legge 2021 dal Centro per il libro e la lettura del ministero della Cultura, e la regione Puglia le ha attribuito il titolo di capitale cultura di Puglia 2023

### Istruzione
A Mesagne ci sono due scuole primarie (I Circolo "Carducci", II Circolo "Papa Giovanni XXIII"), ciascuna con vari plessi di primaria e infanzia; una scuola secondaria di primo grado, costituita dalle due sedi "M. Materdona" e "A. Moro". Per quanto riguarda l'istruzione superiore l"Epifanio Ferdinando" comprende l'Istituto tecnico commerciale "Einaudi" (anche con indirizzo turistico) e il Liceo scientifico "Muscogiuri", dall'anno scolastico 2012-13, è stata istituita una sezione del Liceo coreutico e dal 2016/2017 una a indirizzo tecnologico, distaccata a San Pancrazio Salentino.
Presso la Cittadella delle ricerche sono presenti corsi di laurea in Ingegneria e Scienze Sociali dell'Università del Salento.

### Biblioteche
La Biblioteca Comunale risale al 1867 e annovera un patrimonio di oltre 30.000 volumi, comprendente un incunabolo, 17 pergamene, numerose cinquecentine. Di recente è stato donato il fondo epistolare del professor Mario Marti. È presente un'emeroteca; vi è stata inoltre costituita una mediateca, dotata di 4 postazioni multimediali.

### Musei
- Il Museo archeologico Ugo Granafei, collocato all'interno del castello, è ricco di reperti archeologici con tombe, anfore e vari vasi, utensili, incisioni e pitture, gioielli e altri oggetti appartenuti al popolo messapico ed altre antiche civiltà, tra cui un importante mosaico romano proveniente dalle terme situate nell'agro della masseria Malvindi.
- Il castello Normanno Svevo funge anche da museo dell'architettura rinascimentale ed è sede di numerose mostre ed esposizioni.
- Il Museo di Arte Sacra, situato nel palazzo del Cavaliere, offre una ricca esposizione di opere d'arte sacra.

### Cinema
Sono state effettuate a Mesagne riprese per i seguenti film:
- La terra (2005), diretto da Sergio Rubini; in questa pellicola la città di Mesagne non solo è stata la sede delle riprese ma è proprio la città in cui si articolano le vicende narrate;
- L'uomo nero (2009), pure diretto da Sergio Rubini;
- È stato il figlio (2011), diretto da Daniele Ciprì e interpretato da Toni Servillo.
- Latin Lover (2014), diretto da Cristina Comencini
- Io non mi arrendo (2015) di Enzo Monteleone con Beppe Fiorello.

### Cucina
Tra i primi piatti mesagnesi si ricordano principalmente le orecchiette (stacchioddi) al ragù, le lasagne al forno e il riso patate e cozze. Altrettanto tipici sono i piatti a base di verdure e legumi: melanzane ripiene, parmigiana di zucchine, favi cu li feddi (fave con pezzi di pane), spesso accompagnate da peperoni, cicorie o lampascioni lessi;
Alla tradizione marinara appartengono le cozze ripiene e rracanate, il polpo lesso e le seppie. I piatti tradizionali a base di carne includono invece gli involtini di frattaglie alla brace (turcinieddi), in genere di carne agnello, gli involtini di carne al sugo (brascioli) e le polpette.
Tipica anche la focaccia ripiena di cipolla e olive, e le pettole. Tra i dolci natalizi troviamo i bocconotti, i purcidduzzi, i mustazzueli, le cartellate, li fatuli e i butta ca' šcatti. Invece, nel periodo pasquale, le puddiche con l'uovo lesso al centro.
Il comune è incluso nel tracciato enologico dell'Appia dei vini. Dai vitigni autoctoni - Malvasia nera di Brindisi, Sangiovese, Negroamaro e Ottavianello - si producono vini quali l'Aleatico di Puglia, l'Ostuni Ottavianello, il Brindisi Rosso e il Puglia Igt.

## Infrastrutture e trasporti
La principale connessione viaria che serve la cittadina è la superstrada Brindisi-Taranto. È in fase di realizzazione il raccordo di circonvallazione a sud dell'abitato. La stazione di Mesagne sorge sulla linea Brindisi-Taranto.
La città dispone inoltre di diverse autolinee extraurbane e un servizio di autolinee urbane, attivo nei giorni feriali.

## Amministrazione
Di seguito è presentata una tabella relativa alle amministrazioni che si sono succedute in questo comune.
| Periodo          | Periodo          | Primo cittadino           | Partito                            | Carica              | Note   |
| ---------------- | ---------------- | ------------------------- | ---------------------------------- | ------------------- | ------ |
| 22 ottobre 1866  | 15 gennaio 1873  | Annibale Cavaliere        |                                    | Sindaco             | [ 41 ] |
| 1876             | 1879             | Carmelo Caracciolo        |                                    | Sindaco             | [ 42 ] |
| 6 aprile 1977    | 8 marzo 1978     | Giuseppe Cavaliere        | PSI-PCI                            | Sindaco             | [ 43 ] |
| 11 ottobre 1988  | 13 febbraio 1992 | Emmanuele Bardaro         | Democrazia Cristiana               | Sindaco             | [ 43 ] |
| 14 aprile 1992   | 1º dicembre 1992 | Clara Minerva             |                                    | Comm. pref.         | [ 43 ] |
| 1º dicembre 1992 | 23 febbraio 1996 | Cosimo Faggiano           | Partito Democratico della Sinistra | Sindaco             | [ 43 ] |
| 25 marzo 1996    | 17 novembre 1997 | Giovanni Galeone          | Partito Democratico della Sinistra | Sindaco             | [ 43 ] |
| 17 novembre 1997 | 2 febbraio 2002  | Damiano Franco            | centro-sinistra                    | Sindaco             | [ 43 ] |
| 2 febbraio 2002  | 28 maggio 2002   | Maria Antonietta Olivieri |                                    | Comm. pref.         | [ 43 ] |
| 28 maggio 2002   | 12 giugno 2007   | Mario Sconosciuto         | centro-sinistra                    | Sindaco             | [ 43 ] |
| 29 aprile 2008   | 4 novembre 2009  | Vincenzo Incalza          | centro-destra                      | Sindaco             | [ 43 ] |
| 4 novembre 2009  | 2 marzo 2010     | Clara Minerva             |                                    | Comm. straordinario | [ 43 ] |
| 2 marzo 2010     | 30 marzo 2010    | Pietro Massone            |                                    | Comm. straordinario | [ 43 ] |
| 30 marzo 2010    | 22 giugno 2015   | Franco Angelo Scoditti    | centro-sinistra                    | Sindaco             | [ 43 ] |
| 22 giugno 2015   | 21 gennaio 2019  | Pompeo Molfetta           | liste civiche                      | Sindaco             | [ 43 ] |
| 10 giugno 2019   | in carica        | Toni Matarrelli           | liste civiche                      | Sindaco             | [ 43 ] |

## Sport
Pallacanestro

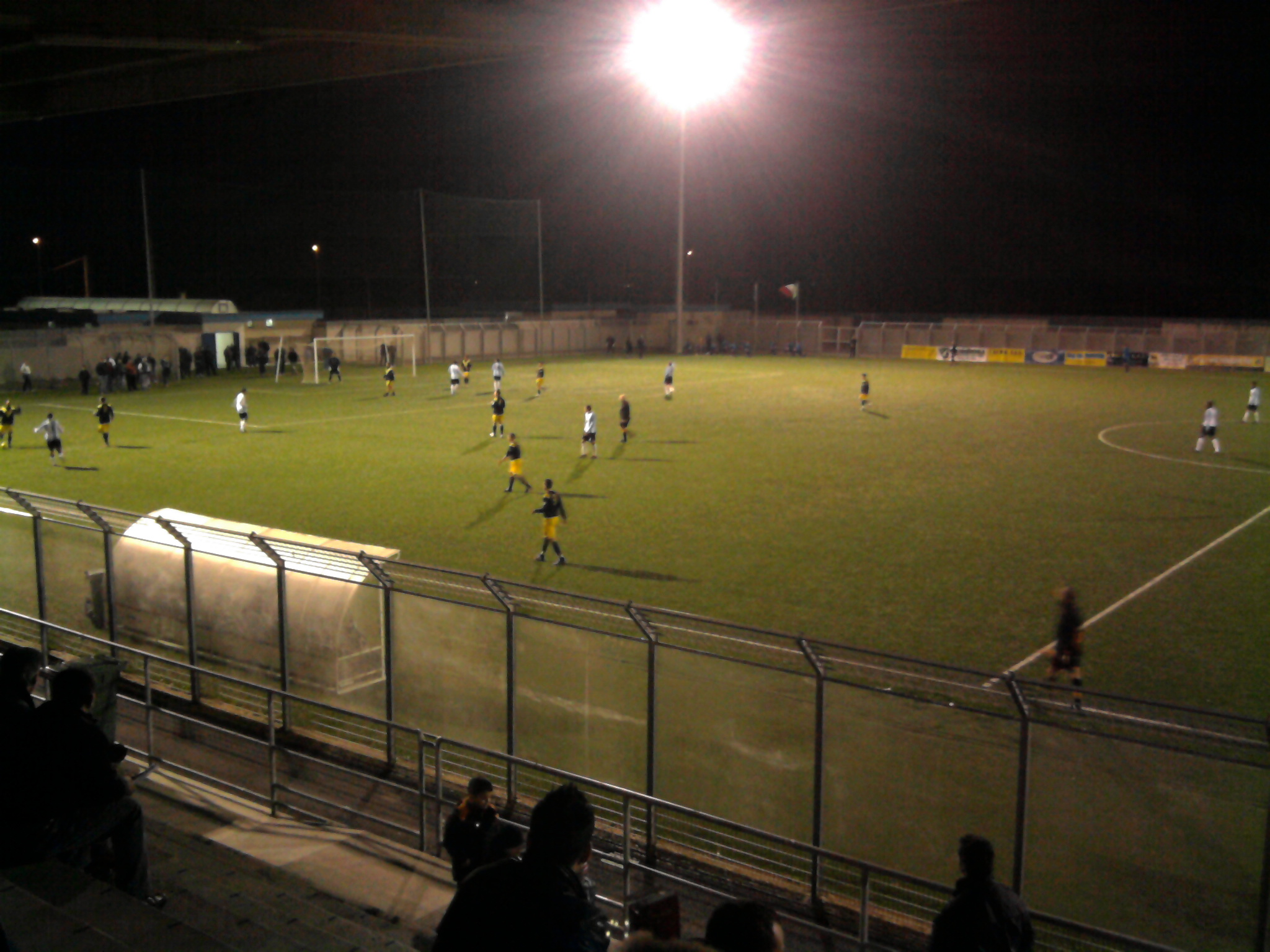
Stadio "Alberto Guarini"

La squadra di pallacanestro Virtus Mesagne, nata nel 1983, ha militato per diverse stagioni in serie B2. Ha cessato l'attività nel 2002. Nel 2009 è stata rifondata con la denominazione New Virtus Mesagne e dal campionato 2020/21 milita nel torneo di C Gold.
La società Mens Sana Mesagne, nata nel 1992, ha disputato vari campionati di C/2 e milita nel campionato di Serie D. Dal campionato 2020/21 parteciperà anche al campionato di Serie C Femminile.
In campo femminile la Meyana Mesagne ha disputato nella stagione 2006/07 il campionato di serie A2 nazionale, mentre l'Olimpia Mesagne, nella stagione 2010/11 ha partecipato al campionato di Serie B.
Calcio
Aveva sede nel comune la squadra di calcio A.S.D. Mesagne Calcio 2011, ora rifondata e partecipante al torneo di Promozione gir. B.
La Virtus Calcio Mesagne partecipa al campionato di Seconda Categoria.
In passato l'A.S. Mesagne e l'U.S. Mesagne hanno partecipato ad alcuni campionati di Serie D e Interregionale tra gli anni 1960 e gli anni 1980.
Nel Calcio a 5, presente la società Medania Sport che partecipa al campionato di C/2 regionale.
Altri sport
Nella pallavolo, la squadra Mesagne Volley (Femminile) milita nel campionato di serie C femminile mentre la SS Annunziata Volley Mesagne dal campionato 2022/2022 militerà nel campionato di Serie B.
La società di rugby Messapia Mesagne, militava nel campionato di Serie C.
Frequentata nel comune è anche la disciplina del taekwondo e del tennistavolo, con la società New Team TT Mesagne che milita nella serie D1.
Inoltre a Mesagne è presente un campo da Airsoft in contrada Ferrizzulo, praticata anche dalla community della provincia

### Impianti sportivi
Lo Stadio Comunale Alberto Guarini, realizzato nel 2008 con fondo in erba sintetica e 1800 posti a sedere, ha sostituito il vecchio Comunale di Via Sasso, inaugurato nel 1953. Il nuovo stadio è intitolato a un mesagnese, nel 1985 vittima della strage dell'Heysel. Il Palazzetto dello sport, costruito negli anni ottanta, ha una capienza di 700 posti a sedere.